# 观音山 (电影)
《观音山》（英語：Buddha Mountain）是一部2011年上映的中国剧情片，由李玉执导，张艾嘉、陈柏霖及范冰冰联袂主演。表达的主题是探讨青春成长、生命归宿和爱情条件。
此電影有兩個版本，一個是國際版（即東京電影節放映的版本），另一個版本則是存在少許改動的中國大陸公映版。

## 剧情简介
故事背景位于四川成都。南风、丁波和肥皂是三位好友，他们有着相似的经历或因落榜或因拒绝参加高考没上大学，从而导致与自己的父母关系剑拔弩张。离开家乡后，他们渴望摆脱父母的束缚过上自食其力的独立生活。
三人因为租住房子结识了退休的京剧演员的房东常月琴。三人虽然与房东产生了不少摩擦，但是渐渐地他们发现了常月琴一直活在失去亲人的痛苦中的秘密往事。在摩擦与交流过程中双方的关系也逐渐发生了改变：从排斥冲突到理解关爱，两代人彼此接受了对方，他们的命运也随之发生了改变。

## 演员表
| 演員   | 角色   | 人物简介                                                     |
| 张艾嘉 | 常月琴 | 房东 退休过气的京剧演员 一直沉浸于儿子因车祸去世的巨大悲痛中 |
| 陈柏霖 | 丁波   | 南风的男朋友 开摩托車赚钱的青年 因母亲的死而一直怪罪于其父亲 |
| 范冰冰 | 南风   | 个性叛逆不羁的高考落榜生 在歌厅唱歌的服务员 痛恨继父         |

## 职员表
- 出品人：方励；何世平；凌均威
- 制作人：方励
- 导演：李玉
- 副导演（助理）：鲍振江；谢添；韩毅
- 编剧：李玉；方励
- 摄影：曾剑
- 配乐：裴曼·雅斯达尼亚
- 剪辑：曾剑；卡尔·瑞德
- 道具：何达裕
- 美术设计：刘维新
- 造型设计：汪韬
- 视觉特效：郭伟
- 灯光：陆一帆
- 录音：杜笃之
- 场记：史敏芳
- 布景师：何达裕
- 发行：北京盛世新影影视发行有限公司；北京劳雷影业有限公司；北京紫禁城三联影视发行有限公司；中影集团数字电影发展有限公司
- 监制：方励；凌均威；张北川；穆晓光

## 音乐原声
| 歌曲名称       | 演唱者 | 作词   | 作曲   |
| -------------- | ------ | ------ | ------ |
| 辞             | 范冰冰 | 韩寒   | 范晓萱 |
| 战             |        | 范晓萱 | 范晓萱 |
| 蓝莲花         | 许巍   | 许巍   | 许巍   |
| 大约在冬季     |        | 齐秦   | 齐秦   |
| 一场游戏一场梦 |        | 王文清 | 王文清 |
| 不再让你孤单   |        | 陈昇   | 陈昇   |
| WAX            |        |        | 曾宇   |
| ZOO            |        |        | 曾宇   |

## 获奖记录
| 年份   | 奖项                 | 结果                   |
| ------ | -------------------- | ---------------------- |
| 2010年 | 第23届东京国际电影节 | 最佳艺术贡献奖         |
| 2010年 | 第23届东京国际电影节 | 最佳女主角范冰冰       |
| 2010年 | 青年电影手册         | 年度十佳华语电影       |
| 2010年 | 第47屆金馬獎         | 最佳女主角 張艾嘉 入圍 |
| 2011年 | 乐视影视盛典         | 年度电影最佳导演李玉   |
| 2011年 | 乐视影视盛典         | 年度最佳电影           |